# Biocataliză
Biocataliza reprezintă utilizarea catalizatorilor naturali (biocatalizatori), precum: hormonii, vitaminele și enzimele, pentru a face posibile transformări ale diferiților compuși organici.

## Istoric
Obținerea brânzei, oțetului, berii, vinului sunt printre cele mai vechi aplicații ale reacțiilor enzimatice.
În 1713,  Réaumur a studiat procesul de dizolvare a cărnii în sucul stomacal al ciorii.
În 1783, Spallanzani a hrănit animale cu bucăți de carne învelite în rețele de sârmă pentru a studia dizolvarea cărnii în stomac.
În 1789, realizând bilanțul reacției de fermentație alcoolică, Lavoisier a demonstrat că oxigenul, hidrogenul și carbonul din zahăr se regăsesc în alcoolul și dioxidul de carbon care sunt generate.
Alte contribuții referitoare la această reacție chimică au fost aduse de  Cagniard de la Tour (1838),  Kützing (1838) și Liebig (1839).
În 1897, Buchner a izolat din drojdia de bere ceea ce ulterior s-a numit zimază și care de fapt era un amestec de enzime.
Gottlieb Kirchhoff și Augustin-Pierre Dubrunfaut au descoperit că extractul apos de malț din orez transformă amidonul într-un zahăr solubil numit maltoză.
În 1833, din acest extract, Anselme Payen și Jean-François Persoz au izolat, prin precipitare cu etanol, prima enzimă, amilaza.
Ulterior s-a realizat hidroliza amigdalinei cu extarct de migdale amare, iar Wöhler și Liebig au izolat emulsina.
A urmat descoperirea pepsinei, tripsinei, lipazei, invertazei și ureeazei.
În 1835, Berzelius a clarificat caracterul catalitic al reacțiilor enzimatice, precum și rolul vital al acestora în cadrul organismelor vii.

## Biocatalizatori
Ca orice catalizator, biocatalizatorii substanțe care, fără a îndeplini vreun rol energetic sau plastic, sunt indispensabili organismului animal sau vegetal pentru desfășurarea proceselor biologice.
Prezente în organism în cantități mici, aceștia orientează și determină viteza reacțiilor chimice ale diferitelor transformări metabolice.
În afară de hormoni, vitamine și enzime, tot la categoria biocatalizatori pot fi incluse și substanțele de natură chimică diferită, care au proprietatea de a stimula dezvoltarea unei culturi bacteriene, aflate într-un mediu de cultură nefavorabil.

## Utilizare industrială
Avantajele aplicării biocatalizei în industrie (în comparație cu cataliza normală):
- nu se obțin deșeuri care să polueze mediul;
- randamentul reacțiilor este de aproape 100%;
- reacțiile au loc într-o singură etapă; astfel nu se consumă multă energie;
- selectivitate (stereo și regio) ridicată;
- nu se folosesc substanțe periculoase.

Câteva reacții de biocataliză utilizate în industrie:

### Obținerea catecolului
Pentru obținerea pirocatechinei (catecol) prin metoda clasică, se utilizează benzen (obținut din petrol, deci o sursă neregenerabilă) și au loc mai multe etape:
benzen --> cumen --> fenol + acetonă
fenol  --> catecol.
În 1998, Karen M. Draths, John W. Frost au utilizat microorganisme modificate genetic pentru a obține catecolul din glucoză.
Marela avantaj al acestei metode constă în faptul că utilizează materii prime regenerabile:

### Obținerea acidului adipic
Pentru reducerea emisiilor de protoxid de azot, acidul adipic (necesar pentru obținerea nylon 6 sau policaprolactam) se obține industrial prin metoda propusă de John W. Frost ce utilizează drept catalizator Eschericia coli modificat genetic:

### Hidroxilarea ciclurilor aromatice și oxidarea catenelor laterale
În 1995, S. Kirner a realizat hidroxilarea microbiană a ciclurilor aromatice și oxidarea lanțurilor legate de acestea pentru compușii heteroaromatici:

### Sinteza acidului 6-aminopenicilanic (Penicilina G)
Metoda clasică de obținere a Penicilinei G conținea patru etape și se realiza prin protejarea grupării carboxilice:
Metoda enzimatică constă într-o singură etapă:

### Reacția Bayer-Villager
Stewart a utilizat drojdia Saccharomyces cerevisiae modificată genetic.
În cazul metodei clasice se utiliza acidul m-cloroperoxidobenzoic (m-CPB), substanță sensibilă la șocuri și explozibil.
Prin metoda biocatalitică, se realizează oxidarea cetonei, utilizând oxigenul atmosferic într-o reacție în care apa reprezintă singurul produs secundar obținut.
Acest articol conține text din Dicționarul enciclopedic român (1962-1966), aflat acum în domeniul public.